# Romarico (nome)
Romarico  è un nome proprio di persona italiano maschile.

## Varianti
- Femminili: Romarica[1]

### Varianti in altre lingue
- Catalano: Romeric[3], Romaric[3]
- Germanico: Romarich[4], Rumerich[4]
- Francese: Romaric
- Latino: Romaricus[2]
- Polacco: Romaryk
- Spagnolo: Romerico[3], Romarico[3]

## Origine e diffusione
Nome di scarsissima diffusione in italiano, continua il germanico Romarich, composto da hrôm ("fama", "gloria") e ric ("potente", "sovrano", "signore"); il significato complessivo può essere interpretato come "signore illustre".
Il primo elemento del nome, hrom, presente anche in Romilda e Romualdo, è una variante del più comune hrod, di identico significato (da cui derivano nomi quali Rodrigo, Rodolfo e Roberto); il secondo, diffusissimo nell'onomastica germanica, si ritrova ad esempio in Alarico, Enrico, Federico, Teodorico, Valerico e via dicendo.

## Onomastico
L'onomastico ricorre l'8 dicembre in memoria di san Romarico, primo abate di Remiremont e patrono dei cavallerizzi.

## Persone
- Romarico, abate e santo franco

### Variante Romaric
- Jean Romaric Kevin Koffi, calciatore ivoriano
- Romaric Perche, attore francese
- Romaric Rogombé, calciatore gabonese